# رصدخانه مک‌دونالد
رصدخانه مکدونالد تگزاس (به انگلیسی: McDonald Observatory) یک مرکز نجوم بین‌المللی در کشور آمریکا در تگزاس است.
امروزه این رصدخانه که در ارتفاع ۲٬۲۰۰ متری از سطح دریا قرار دارد، توسط ۳ کشور ایالات متحده آمریکا، سوئد، و آلمان استفاده، و توسط دانشگاه تگزاس در آستین اداره می‌شود. این رصدخانه در کوه‌های دیویس قرار دارند.
برنامهٔ علمی رادیویی Stardate که در شبکه ان پی آر پخش می‌شود، ساخت این مرکز است.

## پیشینه
این رصدخانه با وقف ۸۰۰۰۰۰ دلاری یک بانکدار بنام ویلیام جانسون مک‌دونالد (به انگلیسی: William Johnson McDonald) در سال ۱۹۲۶ تأسیس شد. در زمان ساخت، این رصدخانه دومین بزرگ‌ترین مرکز رصد جهان بود. در سال ۱۹۶۰، مدیریت رصدخانه از دانشگاه شیکاگو به دانشگاه تگزاس در آستین انتقال یافت.

## تلسکوپ‌ها
از میان ده‌ها تلسکوپ واقع در این مرکز، به این تلسکوپ‌های مهم این مرکز می‌توان اشاره کرد:
- تلسکوپ هابی ابرلی، ۹۲۰ سانتیمتری انعکاسی
- تلسکوپ هارلان ج. اسمیت، ۲۷۰ سانتیمتری انعکاسی
- تلسکوپ اتو استروو، ۲۱۰ سانتی‌متری انعکاسی
- تلسکوپ ۹۰ سانتیمتری انعکاسی
- تلسکوپ ۷۰ سانتیمتری انعکاسی

## کشفیات و فعالیت‌های علمی
از کشفیات مهم این مرکز رصدی می‌توان به کشف میراندا (قمر اورانوس) توسط جرارد کوئیپر (Gerard Kuiper) در ۱۹۴۸، و نیز کشف نیرید (قمر نپتون) در ۱۹۴۹ اشاره کرد.
تلسکوپ اوتو استروو این مرکز مشغول یک مطالعهٔ ده ساله از ابرنواخترهای آسمان شمالی بوده‌است.
از پروژه‌های مهم دیگر این مرکز، پروژهٔ HETDEX را می‌توان نام برد (وبگاه رسمی) که مربوط به انرژی تاریک در کیهان است.

## آخرین پژوهش‌ها
اخترشناسان رصدخانه مک‌دونالد از کشف هفت دنباله‌دار فراخورشیدی خبر دادند. این تعداد دو برابر موارد شناخته شدهٔ قبلی در نوع خود می‌باشد. منجمین این رصدخانه در پی نشانه‌های شیمیایی بخش پایانی (دم) دنباله‌ها در هنگامی که این دنباله‌ها توسط ستاره پایه و میزبانشان حرارت می‌بینند، می‌باشند.
| # | نام تلسکوپ رصدخانه                                        | تصویر | دهانه                 | ارتفاع             | نخستین نور | پشتیبان (های) ویژه                       |
| - | --------------------------------------------------------- | ----- | --------------------- | ------------------ | ---------- | ---------------------------------------- |
| 1 | تلسکوپ هیل رصدخانه پالومار                                |       | ۲۰۰ اینچ ۵۰۸ سانتی‌متر | ۱۷۱۳ متر (۵۶۲۰ پا) | ۱۹۴۹       | جرج الری هیل جان دیویس راکفلر ادوین هابل |
| ۲ | تلسکوپ هوکر رصدخانه کوه ویلسون                            |       | ۱۰۰ اینچ ۲۵۴ سانتی‌متر | ۱۷۴۲ متر (۵۷۱۵ پا) | ۱۹۱۷       | جرج الری هیل اندرو کارنگی                |
| ۳ | تلسکوپ مک‌دونالد رصدخانه مک‌دونالد (یعنی تلسکوپ اتو استروو) |       | ۸۲ اینچ ۲۱۰ سانتی‌متر  | ۲۰۷۰ متر (۶۷۹۱ پا) | ۱۹۳۹       | اوتو استروو                              |

## نگارخانه

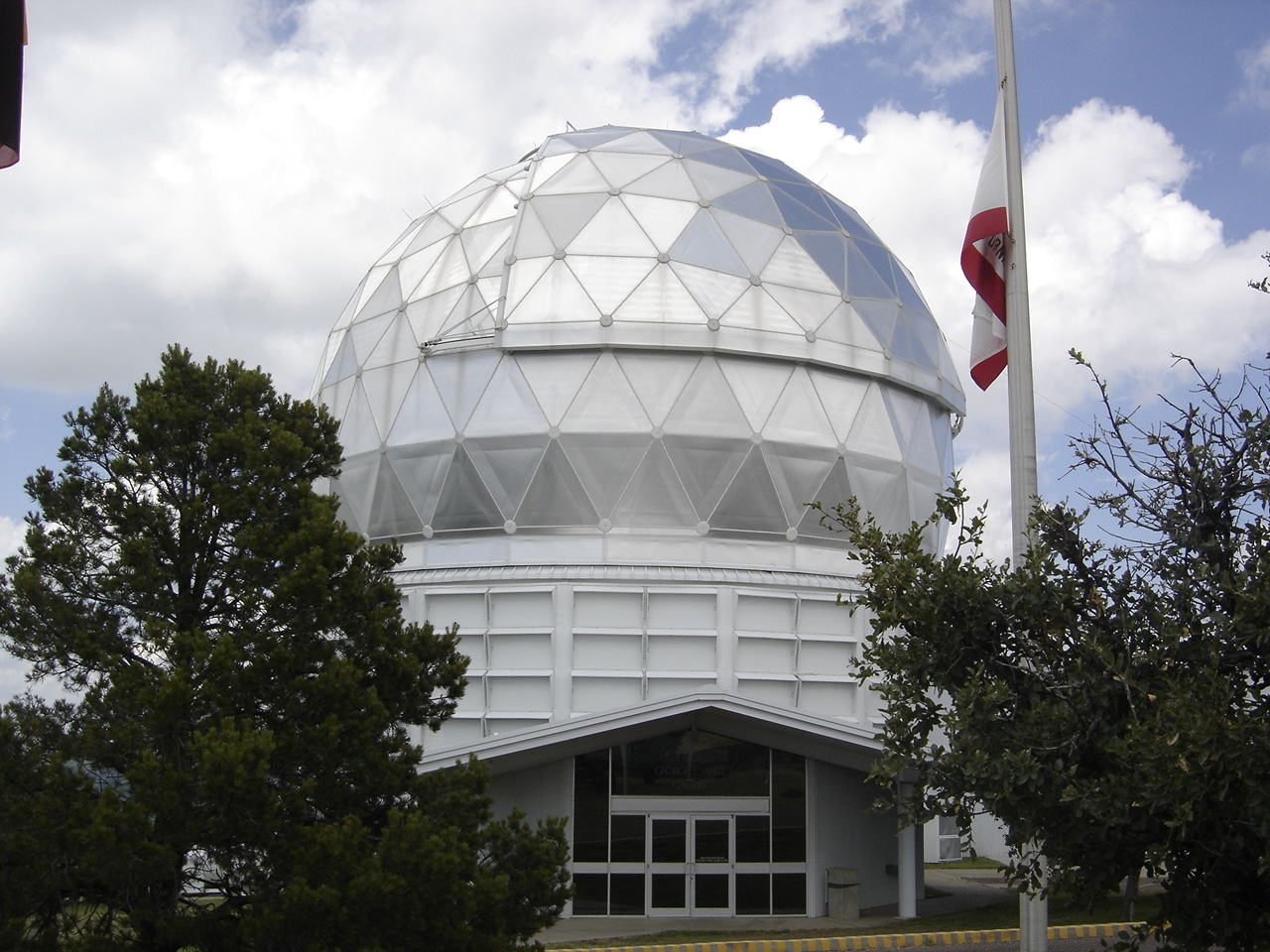
تلسکوپ هابی ابرلی این مرکز
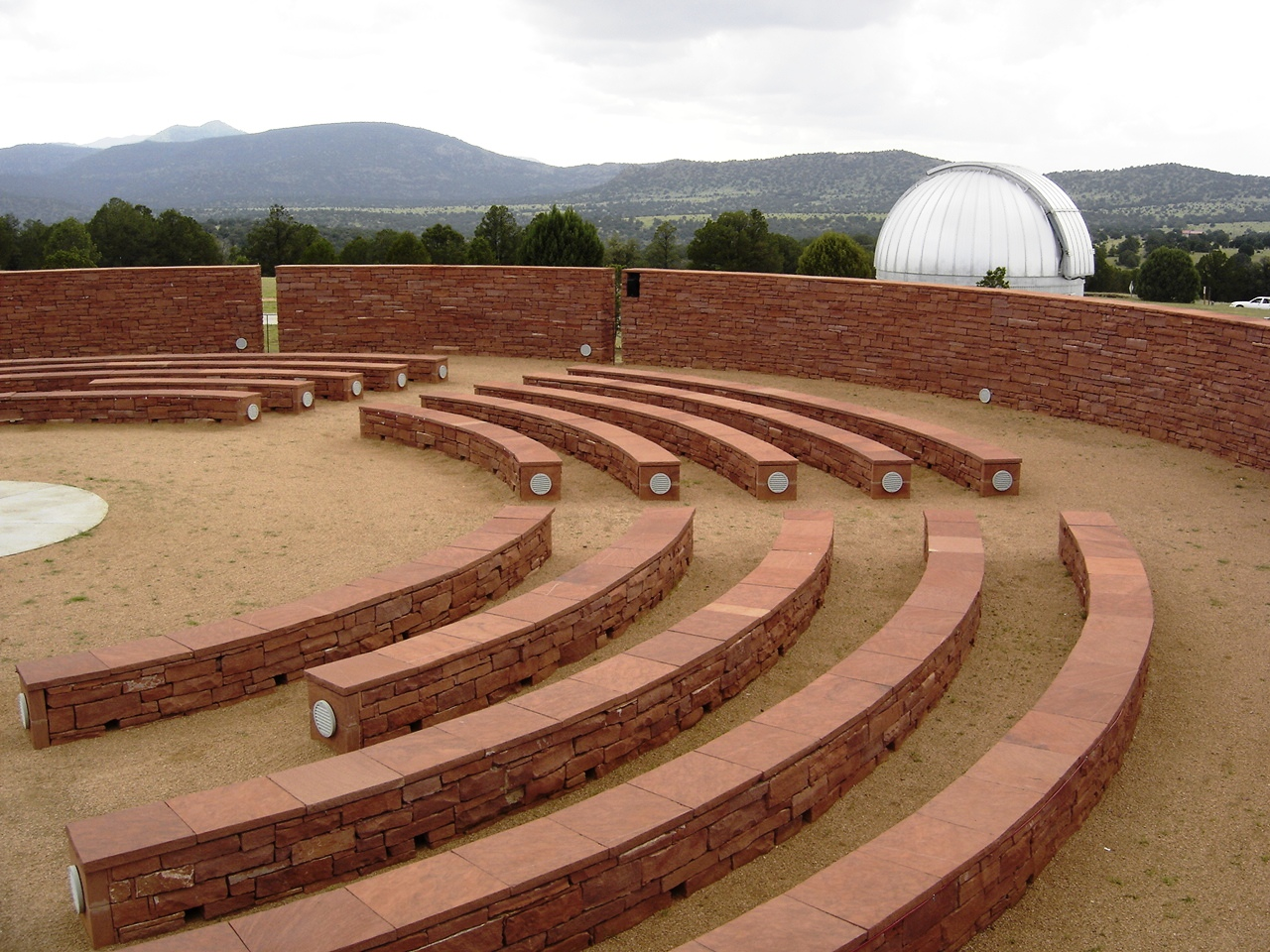
پارک تلسکوپی واقع در محوطهٔ رصدخانه حاوی یک مرکز پذیرایی برای عموم است.
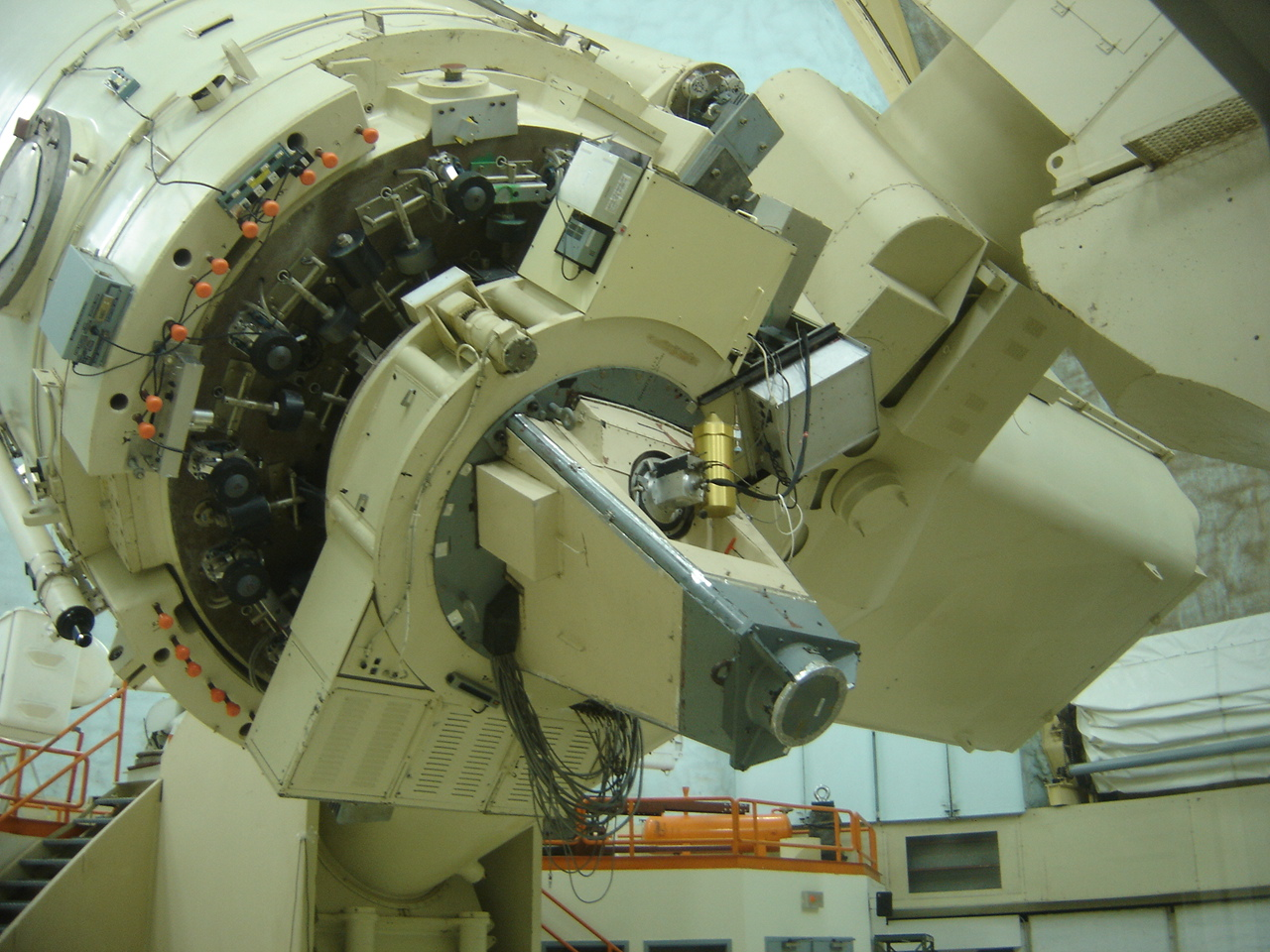
تلسکوپ ۲٫۷ متری هارلان ج. اسمیت
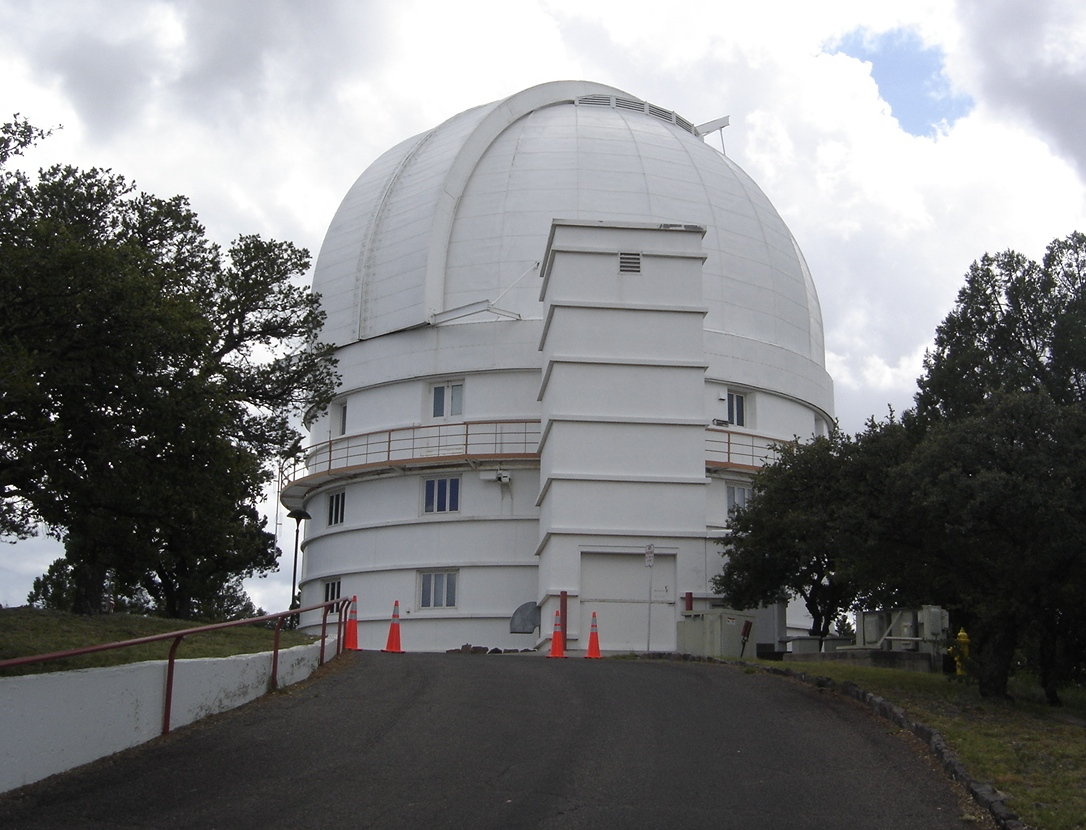
تلسکوپ ۲٫۱ متری اوتو استروو